# San Marcello Pistoiese
San Marcello Pistoiese es una localidad italiana de la provincia de Pistoia, región de Toscana, con 6.924 habitantes.

Ubicación de la ciudad de San Marcello Pistoiese dentro de la provincia de Pistoia.

## Evolución demográfica
| Gráfica de evolución demográfica de San Marcello Pistoiese entre 1861 y 2001 |
|                                                                              |
| Fuente ISTAT - Elaboración gráfica por parte de Wikipedia                    |

## Lugares
En este municipio se encuentra la sede del Observatorio astronómico de las Montañas de Pistoia.